# Thomas Sieverts
Thomas Sieverts, né le 8 juin 1934 à Hambourg, est un architecte et urbaniste allemand.

## Biographie
Formé à Stuttgart, Liverpool et Berlin, il a enseigné à l'université Harvard, à l'université technique de Darmstadt et à l'université des arts de Berlin.
Il a notamment réalisé le Bochumer Westpark.

## Conceptualisation de lazwischenstadt
Sur le plan théorique, on doit à Sieverts le concept de Zwischenstadt ou entre-ville : vastes territoires aux formes indéfinies, produits de logiques économiques, sociales et culturelles qui remettent en cause la notion même de ville à l'européenne. Il professe l'adaptation nécessaire des pratiques de l'urbanisme européen à l'émergence de phénomène.
Il déclare ainsi, à propos du concept : « J’avais à l’époque donné au terme « Zwischenstadt » plusieurs dimensions, comme l’indique le sous-titre : une dimension spatiale au sens d’une interpénétration de l’espace bâti et du paysage ouvert, une dimension économique au sens de la coexistence d’une économie agissant localement et d’une économie opérant sur le plan mondial, et une dimension historique au sens où ce territoire urbain encore si jeune, qui existe seulement depuis quelques décennies et se trouve dans un état transitoire, évolue vers une nouvelle forme urbaine que nous ne pouvons pas encore connaître. »
Il critique les concepts d'urbanité, de centralité, de densité, de mixité et d'écologie, qui correspondent encore bien souvent à des fantasmes. C'est finalement la place du sujet lui-même qui est en cause, d'où l'importance de créer les conditions de la naissance d'un sentiment d'appartenance à la zwischenstadt.
Il est élu membre de l'Académie des arts de Berlin en 2007.

### Publications en français
- Entre-ville, une lecture de la Zwischenstadt, éditions parenthèses, 2004.